# Ини-Тешшуб I
Ини-Тешуб I (Ини-Тешшуб, Ини-Тессуп; ? — ок. 1220 г. до н. э.) — царь (лугаль) сирийско-восточноанатолийского города-государства Каркемиш ок. 1270—1220 годах до н. э. (по другим данным, с 1237 до н. э. до какого-то момента после 1209 до н. э.). Будучи хеттским наместником Каркемиша, Ини-Тешшуб был верховным правителем южных территорий Хеттского царства.

## Жизнеописание
Происходил из хеттской династии. Сын царя Шахурунувы (Сахурунуваса). Занял свой пост после того, как на хеттский трон взошел Тудхалия (известен документ времён последнего, в котором говорится, что правителем Кархемиша был человек по имени Лупакки). В начале своего правления участвовал в военных кампаниях великого царя хеттов Хаттусили III против ассирийского царя Салманасара (Шульману-ашареда) I.
После окончательного примирения с Египтом около 1257 г. до н. э. сосредоточил внимание на разрешении конфликтов между вассальными государствами хеттов в Сирии и Финикии. Вместе с тем, его имя упоминается и в качестве организатора распрей и других конфликтов между мелкими восточносредиземноморскими царствами. Так, он вмешался в семейное противостояние между Шаушгамувой, царем Амурру и Аммистамру III, царём Угарита, заставив последнему вернуть его жену Бит-Рабити (которую он казнил). В то же время или несколько раньше выступил арбитром в конфликте угаритского царя с городом Шияну. Иногда с вмешательством Ини-Тешшуба связывают ещё один бракоразводный процесс угаритского царя, на сей раз Аммурапи III и хеттской царевны Эхли-Никкаль.
В 1240-х годах до н. э. участвовал в походах против небольших государств верхнего Евфрата и в битвах с ассирийским царем Тукульти-Нинурты I, который, вероятно, нанес Ини-Тешубу I поражение у Терки. Впрочем, впоследствии границей стала река Евфрат.
Ему наследовал сын Тальма-Тешуб (или Тальми-Тешшуб).